# Midtdjurs
Midtdjurs é um município da Dinamarca, localizado na região central, no condado de Arhus.
O município tem uma área de 179 km² e uma população de 7 685 habitantes, segundo o censo de 2003.